# Feliciano de Andrade Moura
Feliciano de Andrade Moura (? — ?) foi um comerciante de alfaiataria da cidade de Lisboa, foi o impulsionador da criação Sociedade Histórica da Independência de Portugal, ao tempo denominada Comissão Central do 1.º de Dezembro de 1640, a cuja comissão presidiu de 28 de Julho a 29 de Agosto de 1861  e mais uma vez de 1 de Outubro a 14 de Novembro de 1868.
Como representante da mesma sociedade, esteve presente na reunião dos delegados e deputações das associações e corporações particulares e de classe convocada pela comissão executiva da imprensa para a celebração do tricentenário de Luís de Camões. 